# 土贵乌拉站
土贵乌拉站（汉语拼音字母：Tûgin'ûûl Ortoo），位于中华人民共和国内蒙古乌兰察布市察哈尔右翼前旗，邮政编码012100，建于1918年，原名官村站，是京包铁路大集段的一个车站。离北京站478公里，离包头站354公里。距上行车站索家村站8公里，距下行车站纳继站7公里。该站隶属呼和浩特局集团集宁车务段。办理客运业务（旅客乘降，行李、包裹托运）和货运业务（办理整车、零担货物发到），为三等车站，本站及相邻上下行区间均为电气化区段。旅客年运送量达30万人。车站距离208国道约4.2公里，距集丰高速公路约6.5公里，车站位土贵乌拉镇中心。黄旗海位于京包铁路以东，土贵乌拉镇以北，距车站5.5公里。

## 车站设施
车站有一个候车室，一个月台和七条股道。